# Бантустан
Бантустани су били територије по некадашњој Јужноафричкој Унији и Намибији додељени црначком домородачком становништву од стране белих властодржаца за време апартхејда. Та синтагма се први пут појавила касних 1940-их. То је кованица од речи Банту (што значи „народ, људи” на банту језицима) и стан (што значи „земља” на персијском). Званични назив који су користили бели властодршци био је хоумленд на енглеском или тисленд на африканерском („отаџбина”). Бантустан је заправо био погрдан назив који су употребљавали критичари система апартхејда, али је временом постао ознака за тај појам.
Бантустани су били перфидни покушај (на дуже стазе неодржив) да се белачкој мањини трајно осигура власт, јер је на тај начин домородачка већина била искључена из избора.
Бантустани су формално (дејуре) били готово потпуно аутономни (неки од њих прогласили су независност) али су у стварности (дефакто) потпуно зависили о влади из Преторије.

## Историјат настанка бантустана
Корени бантустана лежали су у законским актима (Земљишни акти) изгласанима 1913. и 1936, који су одредили мале раштркане крпице земље по великој територији Јужне Африке, као резервате за домородачко црначко становништво. Ширење, консолидација и премештање тих подручја збило се у сљедећим декадама, до 1950-их укупна површина бантустана износила је 13% укупне површине Јужне Африке, док су истовремено црнци чинили најмање 75% укупног становништва.
Велики промотор идеје бантустана била је јужноафричка Национална странка, која се успела на власт, након избора 1948, а у којој се посебно истицао тадашњи министар за домородачка питања Хендрик Френш Верворд (каснији премијер 1958-1966), који је предузео низ мера које је требало да обезбеде белцима већину у земљи.
Бантустани су озакоњени 1951, за време премијера Данијела Франсоа Малана Законом о управи Бантустана, којим је за бантустане предвиђено око 13% од јужноафричке територије. 
Бантустани су били перфидни административни трик за искључење црнаца из политичког система Јужноафричке Уније у оквиру политике апартхејда, односно расне сегрегације. Бантустани су били организовани на бази етничких и језичних групација, које су дефинисали белачки етнографи. Тако је Квазулу одређен за народ Зулу, а Транскеј и Цискеј за народ Коса.Друге скупине добиле су произвољно дефинисане бантустане; Педи, Басото, Венда, Тсонга, Свази.
Локалне племенске вође биле су присиљене да владају својим бантустанима, а они који би пружили отпор, били би смењени или насилно свргнути с власти. Током времена, изродила се бантустанска елита која је имала интереса у одржавању овог система. Она је допринела његовом укрупњавању, иако су готово у потпуности зависили од подршке белих властодржаца из Преторије.
Улога бантустана додатно је проширена 1959. Законом о Банту самоуправи, којим је инаугурисано начело одвојеног развоја и формално дата самоуправа бантустанима. У исто време домородци су изгубили нека права која су им дотад вредила у Јужноафричкој Унији, од којих је највеће било држављанство. Процес је завршен изгласавањем Закона о држављанству црнаца из 1970. године, по коме су сви бивши црни грађани Јужноафричке Уније, аутоматски постали грађани свог бантустана (према њиховој етничкој скупини), без обзира на то што они нису никад у животу крочили ногом на то подручје. Закон је био карикатуралан у многим елементима, а то се нарочито видело у произвољним одлукама у односу на Јужноафричке Мулате за које су одређивани бантустани у које су се они морали преселити.
Након тог је уследио период присилног пресељења црнаца у њихове домовине, тако да је око 3,5 милиона људи протерано из својих домова 1960-их, 1970-их и 1980-их.
Влада у Преторији уопште није крила своје крајње намере да на тај начин исели све црнце из Јужноафричке Републике. Тако је министар информација Кони Малдер 7. фебруара 1978. изјавио:
Ако се наша политика у односу на црно становништво оствари како смо је замислили, неће остати ни један црни грађанин у Јужноафричкој Унији. Сватко ће бити упућен у своју црначку независну државу на частан начин, а овај се Парламент више неће бавити њима.
Међутим тај циљ није никад постигнут. Чак и на врхунцу политике одвојеног развоја, само је 55% јужноафричких црнаца стално живело у својим бантустанима. Остатак је живио у одвојеним приградским насељима уз белачке градове или по квартовима предвиђеним за њих, у складу са законодавством апартхејда. Најважнији разлог због ког је то толерисано био је у чињеници да је привреда Јужноафричке Републике у великој мјери зависила од црначке радне снаге.
Влада Јужноафричке Републике накнадно је прогласила четири бантустана независним: Транскеј 1976, Бопутатсвану 1977, Венду 1979. и Цискеј 1981. године. Шест других бантустана остало је само аутономно, без независности: Газанкулу, Квазулу, Лебова, Квандебеле, Кангване и Кваква. Упркос силним напорима владе из Преторије да промовише бантустане као независне државе, само је Израел неформално признао бантустан Транскеј, ниједна држава света није следила њихов пример. 
Само два бантустана, Цискеј и Кваква, су имала компактну територију, са неком историјском позадином. Сви остали су били састављени од две до тридесет енклава разасутих по земљи. Границе бантустана често су механички исцртаване, због тог се догодио парадоксални случај да је амбасада Јужноафричке Републике у бантустану Бопутатсвана морала да буде премештена јер се накнадно установило да је изграђена на територији која је формално припадала Јужноафричкој Унији.
По бантустанима је формално владала црначка елита, која је уско сарађивала са владом Јужноафричке Републике. Те владе су обављале неке функције власти у области школства, здравства и спровођења закона и биле су номинално одговорне својим законодавним изабраним скупштинама, али су у бројним бантустанима владали војни режими, који су на власт дошли војним ударом.

## Живот у бантустанима
Територије бантустана, не само да су биле мале, већ су биле и у веома забаченим и сиромашним деловима земље, без извора воде, рудних блага, на врло посном земљишту и пренасељене. Само једна трећина укупног црног становништва живела је у шест аутономних бантустана, а око једне четвртине у четири независна бантустана. Остатак црначког становништва живео је у белачкој Јужној Африци, каткад правно легално, уз дозволу рада и боравка, али у пуно случајева илегално. Највећи проценат младих био је приморан на миграције у потрази за послом. Након што би им радни уговори истекли или кад су постали престари за рад, били би депортовани натраг у свој бантустан. У циничном језику апартхејда, бантустани су постали одлагалишта за људски отпад.
Креатори бантустана надали су се да ће уз њихове границе израсти фабрике, које ће се користити јефтином радном снагом, али највећи део тих жеља се није остварио. И све друге иницијативе које је требало да створе илузију живе привредне активности по бантустанима такође су пропале. Тиме су се једино окористили поједини бели фармери у близини бантустана, који су дневно шверцали црне раднике да раде за њих.
На крају је већина бантустана зависила од финансијске помоћи јужноафричке владе. Тако је 85% прихода Транскеја средином 1980-их долазило као помоћ од владе из Преторије. Широко распрострањена корупција с друге стране, онемогућавала је да се та помоћ осети у животима већине грађана бантустана. Сиромаштво је остало акутни проблем свих бантустана, уз велики морталитет деце. И поред драконске контроле, колико и где земље сме да се обрађује, и броја стада које су становници бантустана смели да имају, ипак је већина земље по бантустанима прекомерно искориштавана, па је то довело до ерозије тла.
Велики извор прихода бантустана биле су коцкарнице и клубови за одрасле (проституција), које је влада Јужноафричке Републике забранила на својој територији као неморалне. Моћ црне елите по бантустанима углавном је почивала на тим приходима, а на тај начин је изграђен јужноафрички Лас Вегас, Сан Сити у Бопутатсвани.

## Бантустани након слободних избора 1994.
Након убрзаног распада апартхејда крајем 1980-их, влада Јужноафричке Републике одустала је од даље намере да и преосталих 6 бантустана прогласи независнима. Након првих слободних демократских избора, у којима су право гласа имали сви грађани Јужноафричке Републике, и усвајања новог Устава 27. априла 1994, свих 10 бантустана је укинуто и инкорпорисано у нову-стару државу Јужноафричку Републикукао саставни делови њених нових 9 провинција, а сви грађани добили су јужноафричко држављанство. Укидање бантустана прошло је мање више мирно, осим у случају Бопутатсване и Цискеја, јер су тамо морале да интервенишу јужноафричке снаге безбедности у марту 1994. године.
Иако су бантустани укинути, трагови њихове егзистенције, још увек муче нову јужноафричку власт, почевши од еколошких проблема (еродираног и дефорестираног тла) до правних проблема прерасподеле земљишта и захтева за одштету оних који су присилно сељени.

## Листа бантустана
| Бантустан    | Нација  | Аутономан од | Независан од | Број насеља | Површина (1994) | Становника у милионима (1994) | Главни град (1994) |
| ------------ | ------- | ------------ | ------------ | ----------- | --------------- | ----------------------------- | ------------------ |
| Транскеј     | Коса    | 1963         | 1976         | 3           | 43 654          | 3,39                          | Умтата             |
| Бопутатсвана | Тсвана  | 1971         | 1977         | 7           | 40 011          | 2.19                          | Мабато             |
| Венда        | Венда   | 1973         | 1979         | 2           | 6 807           | 0.61                          | Тохојанду          |
| Цискеј       | Коса    | 1972         | 1981         | 1           | 8.100           | 0,87                          | Бишо               |
| Квазулу      | Зулу    | 1977         | –            | 10          | 36 074          | 5.6                           | Улунди             |
| Квандебеле   | Ндебеле | 1981         | –            | 2           | 2 208           | 0.64                          | КваМланга          |
| Кангване     | Свази   | 1981         | –            | 2           | 3 917           | 0.76                          | Лујивил            |
| Кваква       | Басото  | 1974         | –            | 1           | 1 040           | 0.36                          | Футадитхаба        |
| Газанкулу    | Тсонга  | 1973         | –            | 4           | 7 484           | 0.82                          | Гијани             |
| Лебова       | Педи    | 1972         | –            | 8           | 21 833          | 3.1                           | Лебовакгомо        |

- Влада Јужноафричке Уније проширила је систем бантустана на своје мандатно подручје Југозападна Африка (данашња Намибија), у којој је основано десет бантустана.

- Лесото и Свазиленд нису никад били бантустани, већ формално независне државе под британским протекторатом. Они су још увек суверене државе, иако у великој мери зависе од јужноафричке економске и политичке помоћи.